# El millor amic de l'home
El millor amic de l'home (títol original: Man's Best Friend) és una pel·lícula estatunidenca de ciència-ficció i terror escrita i dirigida per John Lafia, estrenada l'any 1993. Ha estat doblada al català.

## Argument
Max, un mastí del Tibet, genèticament modificat, és alliberat del laboratori del Dr. Jarret (Lance Henriksen) per l'advocada i militant pels drets dels animals, Lori Tanner (Ally Sheedy). Afectuós i agraït al principi, Max, la intel·ligència del qual i les seves capacitats físiques són fora de normes, esdevé una perillosa màquina de matar, atacant tot el que es mou a la ciutat. Max fa amistat amb Lori Tanner i el seu fill.

## Repartiment
- Ally Sheedy: Lori Tanner
- Lance Henriksen: el metge Jarret
- Robert Costanzo: detectiu Kovacs
- Fredric Lehne: Perry
- John Cassini: detectiu Bendetti
- J.D. Daniels: Rudy
- William Sanderson: Ray
- Trula M. Marcus: Annie
- Robin Frates: Judy Sanders
- Bradley Pierce: Chet
- Thomas Rosales Jr.: l'agressor
- Robert Shaye: el mecànic
- Frank Welker: Max

## Premis i nominacions

### Premis
- Fantastic'Arts 1994: Premi especial

### Nominacions
- Premis Saturn 1994 :
  - Millor film de ciència-ficció
  - Millor actriu (Ally Sheedy)
  - Millor maquillatge (Kevin Yagher i Mitchell J. Coughlin)